# Tořice rolní

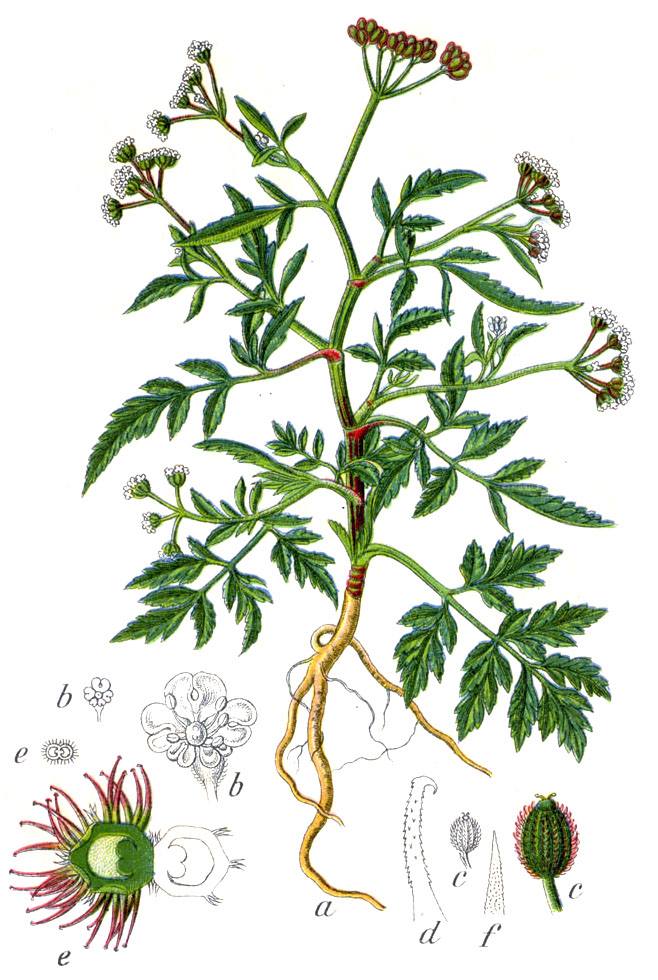
Zobrazení tořice rolní

Tořice rolní (Torilis arvensis) je jednoletá, planě rostoucí bylina teplých luk a polí, která v letním období kvete okolíky drobných, bělavých květů. Tento druh z nevelkého rodu tořice je v české přírodě archeofyt, dříve byl považován za málo významný plevel a dnes je chráněnou rostlinou.

## Rozšíření
Vyskytuje se hlavně v jižní a střední Evropě, severní hranice rozšíření probíhá přes Britské ostrovy, Německo a Polsko. Na východě areál původního výskytu sahá po severním pobřeží Černého moře až na Kavkaz a dále do Střední Asie, jižním směrem do Makaronésie a na sever Afriky do Maroka a Alžírska, stejně jako do horských poloh v tropické Africe. Druhotně byla zavlečena do Spojených států amerických, Austrálie a na Nový Zéland i Havajské ostrovy.
V České republice je tořice rolní známa v poslední době jen z nejteplejších oblastí Čech a hlavně z jižní Moravy. Je podobná mnohem rozšířenější tořici japonské, za kterou bývá zaměňována.

## Ekologie
Rostlina je světlomilná a poměrně teplomilná, roste na sušších, těžších i písčitých, minerálně dobře zásobených půdách, nejčastěji na vápencovém podloží. Vyskytuje se v planárním a sporadičtějí i kolinním stupni na světlých okrajích lesů, v příkopech podél polních cest a po obvodě vinic a polí, stejně jako na ruderálních stanovištích. Kvete obvykle v červnu a červenci. Ploidie druhu je 2n = 12.

## Popis
Jednoletá, od báze hojně rozvětvená bylina vysoká 20 až 100 cm. Lodyha vyrůstá z tenkého, vřetenovitého kořene, je dutá, jemně rýhovaná, často červenavě naběhlá a hustě porostlá štětinatými chlupy. Střídavě vyrůstající listy s pochvovitě rozšířenými řapíky jsou v obryse trojúhelníkovité, šedozelené, čepele mají jednou až dvakrát zpeřené s úkrojky ostře pilovitými a dlouze špičatými. U spodu lodyhy bývají listy dlouhé až 15 cm, široké 10 cm a směrem vzhůru se zmenšují.
Koncový okolík je složený ze 4 až 12 okolíčků obsahujících průměrně po 8 bělavých květech, obal často zcela chybí a obalíčky tvoří větší počet šídlovitých listenů. Obsahují květy oboupohlavné a někdy i menší počet květů samčích. Pět drobných kališních lístků je trojúhelníkovitých, stejný počet korunních lístků je obsrdčitých, 1,5 mm dlouhých a na vrcholu dělených do dvou laloků, barvu mají bílou nebo jsou slabě načervenalé. V květu je pět volných tyčinek se žlutými prašníky. Spodní, dvoupouzdrý semeník nese dvě čnělky 2 - 3krát delší než stylopodium. Květy jsou opylovány drobným létajícím hmyzem nacházejícím v květech nektar.
Plody jsou eliptické dvounažky obsahující podlouhle okrouhlá merikarpia asi 4 mm dlouhá, zelenavá a v plné zralosti hnědočerná. Mají několik řad žeber a 1 mm dlouhých kotvičkovitých ostnů. Semena poměrně rychle dozrávají a opadávají, přichycují se přitom do srsti zvířat která je rozšiřují; suché lodyhy zůstávají ještě dlouho vztyčené.

## Ohrožení
Frekvence výskytu tořice rolní v Česku je trvale klesající a je proto uvedená v „Červeném seznamu cévnatých rostlin České republiky“ jako druh silně ohrožený (C2).

## Galerie

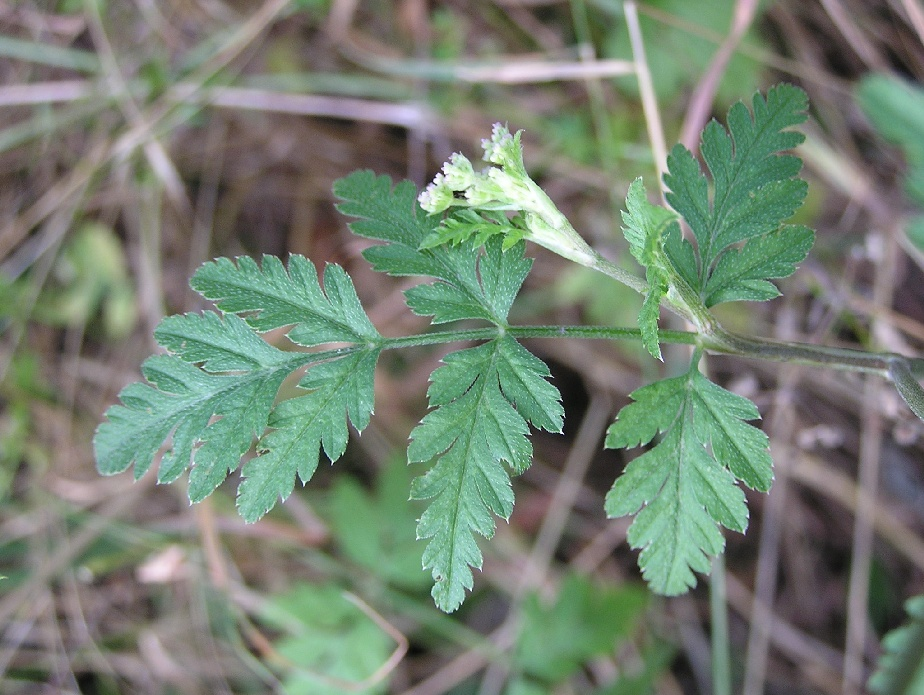
List
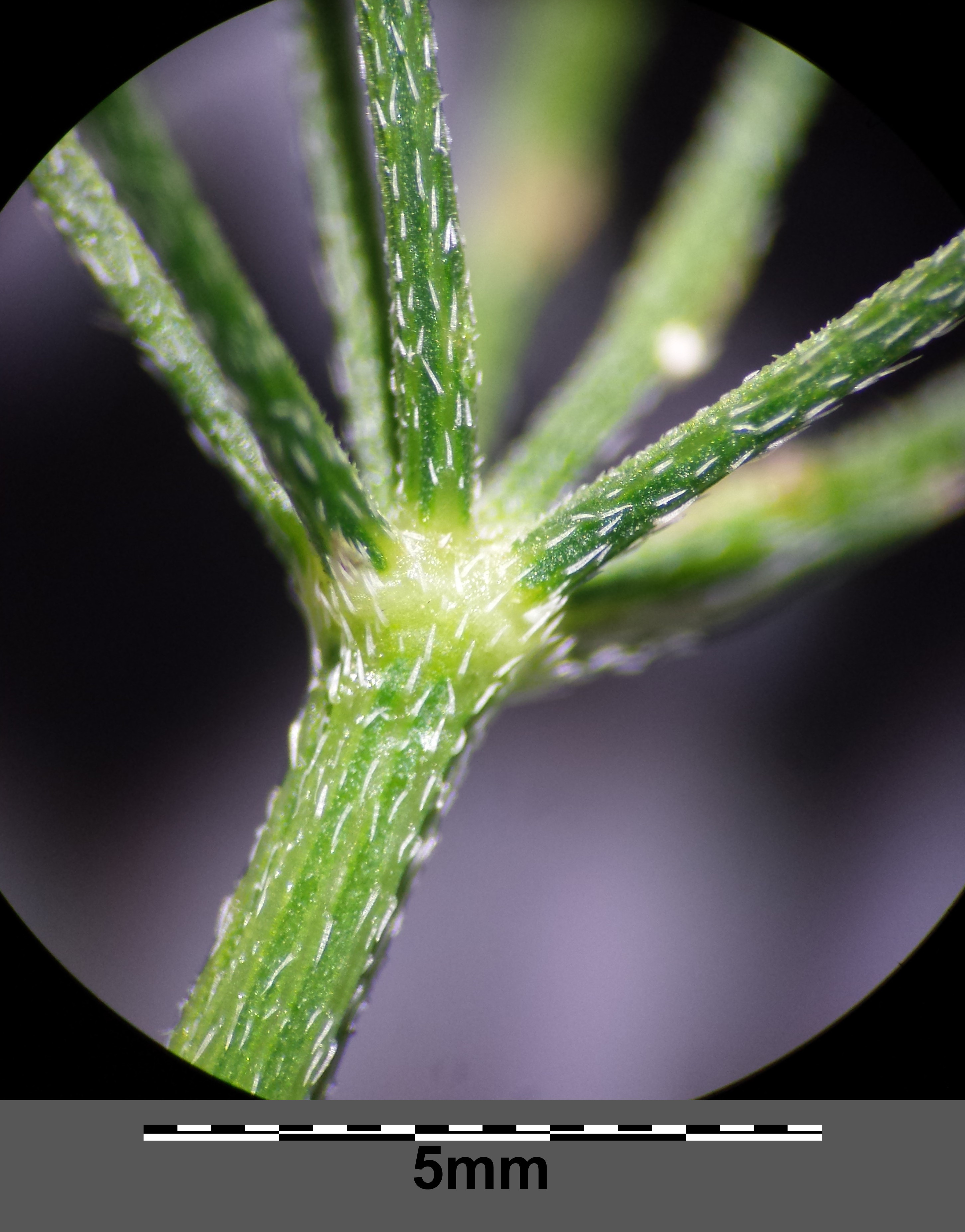
Lodyha
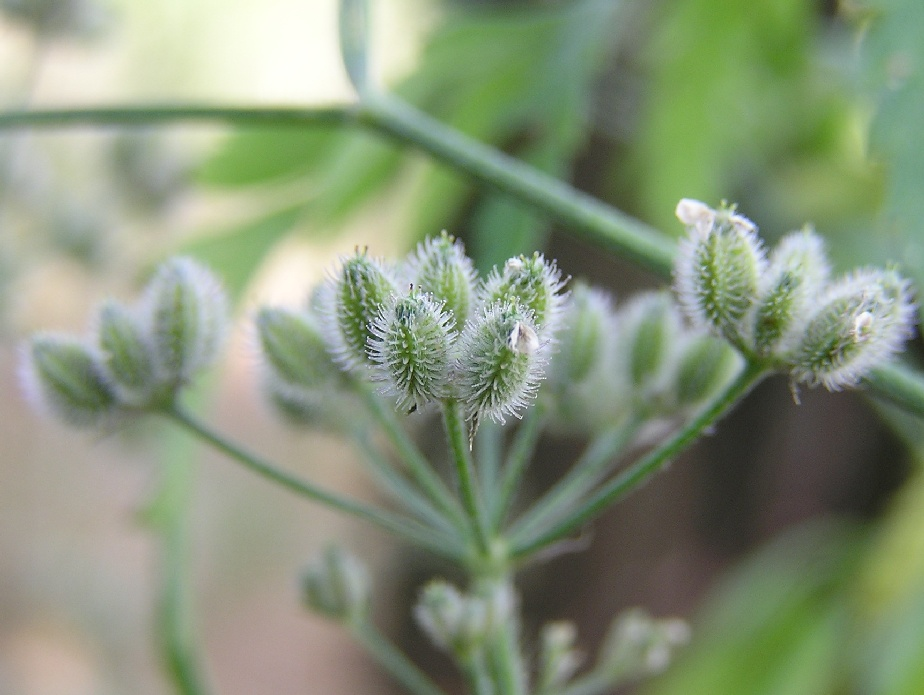
Okolík před rozkvětem
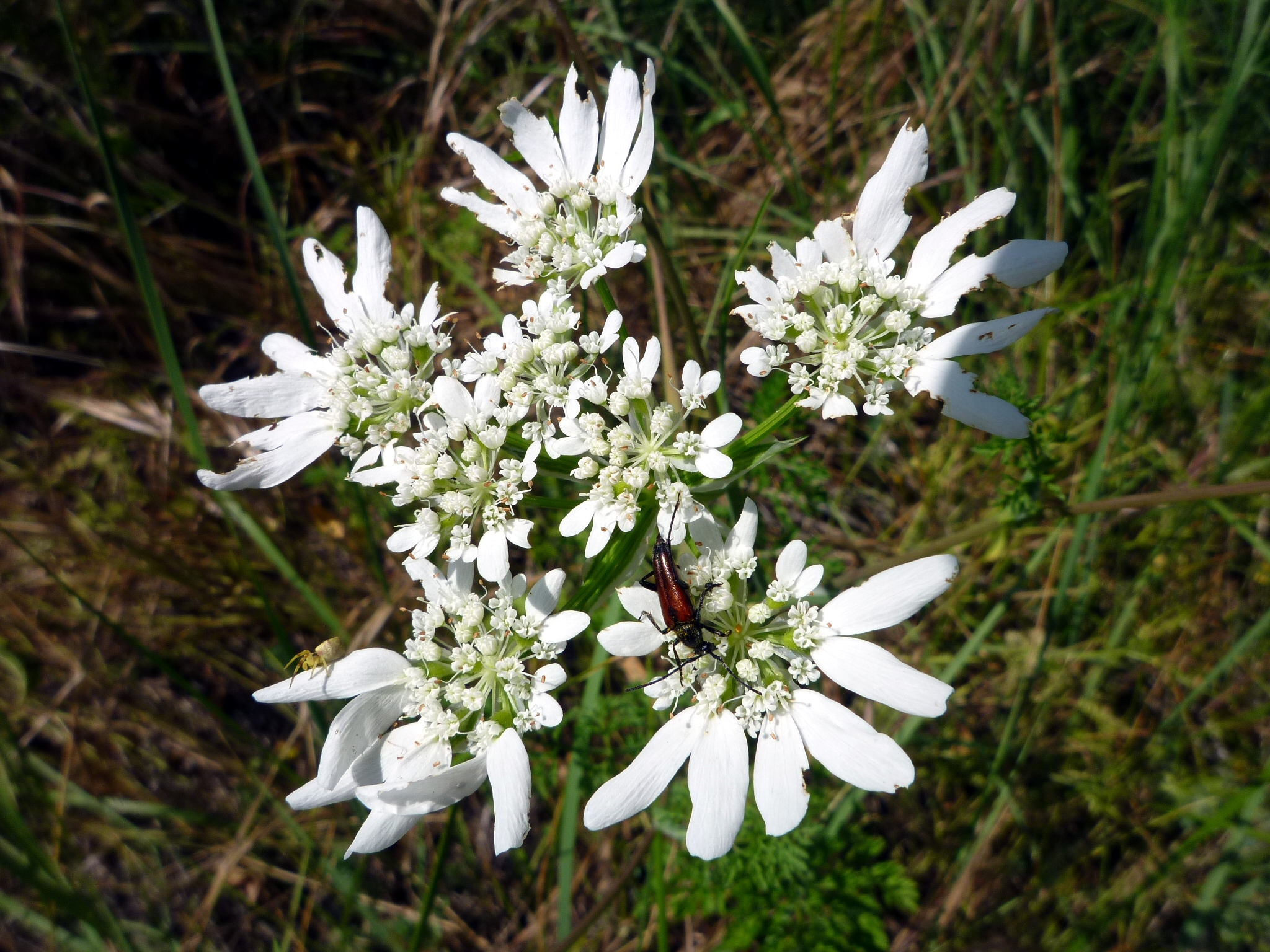
Kvetoucí okolík